# Ťiou-čchüan
Ťiou-čchüan (čínsky pchin-jinem Jiǔquán, znaky 酒泉市) je městská prefektura v provincii Kan-su Čínské lidové republiky, jejíž tvoří severozápadní konec. Má rozlohu 191 342 km² a v roce 2010 v ní žilo přes milion obyvatel.
Od Ťiou-čchüanu získal své jméno kosmodrom Ťiou-čchüan, který se nachází sice nedaleko, nicméně nikoliv na území městské prefektury, ale v sousedním Vnitřním Mongolsku.

## Dějiny
Podle pověsti vzniklo jméno města tak, že mladý chanský vojevůdce Chuo Čchü-ping oslavil vítězství nad Siungnuy vylitím vzácného vína do potoka, aby se o jeho chuť podělil se svými vojáky. Potoku se pak říkalo Ťiou Čchüan („vinný potok“) a podle toho byla pojmenována i pozdější prefektura.
V sedmnáctém století zde skončil svou cestu portugalský jezuita a průzkumník Bento de Góis.

## Poloha
Ťiou-čchüan sousedí na východě s Čang-jie, na jihu s prefekturou Chaj-si v provincii Čching-chaj, na západě se Sin-ťiangem, na severu s Mongolskem a na severovýchodě s Vnitřním Mongolskem.

## Doprava
Přes Ťiou-čchüan vede železniční trať Lan-čou – Sin-ťiang.

## Administrativní členění
Městská prefektura Ťiou-čchüan se člení na sedm celků okresní úrovně, a sice jeden městský obvod, dva městské okresy, dva okresy a dva autonomní okresy.
| městský obvod · Su-čou městský okres · Jü-men městský okres · Tun-chuang okres · Ťin-tcha okres · Kua-čou autonomní okres · Su-pej autonomní okres · Su-pej autonomní okres · Aksai |                      |                       |                    |                                  |
| Název | Název                | Počet obyvatel (2020) | Rozloha km² (2020) | Hustota zalidnění (obyv. na km²) |
| český přepis | znaky                | Počet obyvatel (2020) | Rozloha km² (2020) | Hustota zalidnění (obyv. na km²) |
| Městský obvod |                      |                       |                    |                                  |
| Su-čou | 肃州区               | 455 611               | 3 353              | 136                              |
| Městské okresy |                      |                       |                    |                                  |
| Jü-men | 玉门市               | 137 736               | 13 310             | 10                               |
| Tun-chuang | 敦煌市               | 185 231               | 26 720             | 7                                |
| Okresy |                      |                       |                    |                                  |
| Ťin-tcha | 金塔县               | 121 766               | 16 250             | 7                                |
| Kua-čou | 瓜州县               | 129 299               | 23 580             | 5                                |
| Autonomní okresy |                      |                       |                    |                                  |
| Su-pej (mongolský) | 肃北蒙古族自治县     | 15 093                | 55 370             | 0,3                              |
| Aksai (ujgurský) | 阿克塞哈萨克族自治县 | 10 970                | 29 110             | 0,4                              |
| |                      |                       |                    |                                  |
| Celkem | Celkem               | 1 055 706             | 167 680            | 6                                |